# Páprád
Páprád es un pueblo ubicado en el distrito de Sellye, en el condado de Baranya, Hungría.

## Superficie
Posee una superficie de 12,11 kilómetros cuadrados.

## Demografía
Hasta 2019 la población era de 149 habitantes, con una densidad de población de 12,30 habitantes por kilómetro cuadrado.